# Le Testament d'un poète juif assassiné
Le Testament d'un poète juif assassiné est un roman d'Elie Wiesel publié le 1er mars 1980 aux éditions du Seuil et ayant obtenu le prix du Livre Inter la même année. 

## Éditions
- Le Testament d'un poète juif assassiné, éditions du Seuil, 1980  (ISBN 2-02-005457-4)

## Adaptation
- 1988 : adaptation cinématographique franco-israélienne sous le même titre réalisée par Frank Cassenti.